# Kronprinz Rudolfs letzte Liebe (2006)
Kronprinz Rudolfs letzte Liebe (alternativ Kronprinz Rudolf) ist ein österreichisch-deutsch-italienischer Fernsehfilm aus dem Jahr 2006 und behandelt die letzten zehn Jahre des Lebens des österreichischen Kronprinzen Rudolf von Habsburg. Für das deutsche Fernsehen wurde der insgesamt 180 Minuten umfassende Zweiteiler um etwa 75 Minuten gekürzt und unter gleichem Titel als einteiliger, auf die Romanze mit Mary Vetsera reduzierter Film gezeigt.

## Handlung
Kronprinz Rudolf ist ein sensibler und intelligenter junger Mann, der die Notwendigkeit von Veränderungen und Neuerungen für die Donaumonarchie an der Schwelle zum 20. Jahrhundert erkennt und befürwortet. Von seiner Vision eines geeinten Europas jedoch möchten weder sein Vater Kaiser Franz Joseph, der stoisch an den althergebrachten Traditionen festhält, noch andere politische Machthaber wie der neue Ministerpräsident Eduard Graf Taaffe oder der konservative Erzbischof Schwarzenberg, die in diesen Ideen eine Gefährdung ihrer Position sehen, etwas hören. Um ihn von seinen liberalen Hirngespinsten abzubringen, schließt man ihn von allen wichtigen politischen Entscheidungen aus und schickt ihn nach Prag.
Dort erlebt Rudolf erstmals das Glück der Liebe, als er sich auf Anraten seines väterlichen Freundes, des Hofmalers Hans Canon, inkognito unter sein Volk mischt und dabei Sarah, die Tochter eines jüdischen Bäckers, kennenlernt. Diese Romanze wird jedoch im Keim erstickt, als man den Kronprinzen erkennt und daraufhin das Mädchen fortgeschafft und verheiratet wird, nur um kurz darauf an einem heftigen Fieber zu sterben. Nachdem Rudolf in den folgenden Monaten seinen Kummer im Alkohol ertränkt hat, stürzt er sich schließlich mit neuem Eifer in die Politik, nachdem Canon ihn daran erinnert hat, dass man nur dann etwas verändern kann, wenn man auch entsprechend handelt.
Unter dem Pseudonym Julius Felix inseriert Rudolf in der Zeitung von Moriz Szeps und publiziert auf diese Weise seine liberalen Ideen. Der Kaiser und der Ministerpräsident aber verfolgen weiterhin ihren konservativen Kurs und erneuern das Bündnis mit Preußen unter dem jungen Kaiser Wilhelm II., was nach Rudolfs Befürchtungen über kurz oder lang zu einem Krieg mit Frankreich und Russland führen wird. Deswegen lehnt er, trotz des Drängens seiner Mutter Elisabeth, wiederholt das Angebot ab, König von Ungarn zu werden, um die Donaumonarchie nicht zusätzlich zu schwächen.
Um für mehr Stabilität zu sorgen, willigt Rudolf in die Heirat mit Prinzessin Stephanie von Belgien ein. Sie gebiert eine Tochter. Bei einer seiner zahlreichen Liebschaften zieht er sich Syphilis zu, womit er Stephanie infiziert. Daraufhin kann sie keine weiteren Kinder bekommen. Das belastet das ohnehin gespannte Verhältnis der beiden weiter.
Als der Kronprinz, infolge seiner Syphiliserkrankung inzwischen morphiumsüchtig, mit ansehen muss, wie seine Visionen von einer besseren Zukunft aufgrund der engstirnigen Politik seines Vaters und einer Reihe unglücklicher Umstände Stück für Stück zerbrechen, wird er von Depressionen und Suizidgedanken erfüllt. Das Einzige, was ihm noch Halt gibt, ist die Romanze mit der jungen Mary Baroness Vetsera, die bereits als kleines Mädchen für ihn schwärmte.
Letztlich ist auch dies keine Rettung für ihn. Als sich mit der Wahlniederlage des französischen Liberalen Georges Clemenceau seine letzte Hoffnung in Luft auflöst, beschließt er, sich in seinem Jagdschloss das Leben zu nehmen. Mary, die seine Absichten durchschaut, besteht jedoch darauf, aus Liebe gemeinsam mit ihm in den Tod zu gehen.
Während der Leichnam Rudolfs mit allen Ehren in der Kaisergruft beigesetzt wird, bestattet man die junge Baroness Vetsera zunächst in einem anonymen Grab, um den Skandal nicht noch auszuweiten.

## Synchronisation
| Rolle      | Darsteller        | Synchronsprecher |
| ---------- | ----------------- | ---------------- |
| Hans Canon | Omar Sharif       | Florentin Groll  |
| Taaffe     | Christian Clavier | Peter Faerber    |

## Produktion
Als historische Beraterin fungierte die Habsburg-Expertin Brigitte Hamann, Verfasserin der Biografie Rudolf – Kronprinz und Rebell (Wien 1978). Für die Produktion standen rund 70.000 Meter 35-mm-Film, 4.000 Requisiten, 3.500 Komparsen, 2.000 Möbelstücke, 1.800 Kostüme, 200 Bärte und Perücken, 110 Teammitglieder, 70 Kutscheneinsätze und 53 Schauspielerrollen in Verwendung. Insgesamt wurden 50 Drehtage benötigt. Die Dreharbeiten erfolgten größtenteils an historischen Schauplätzen in Wien und Niederösterreich (104 Sets an 72 Drehorten), u. a. in der Wiener Hofburg, Schloss Schönbrunn und dem Heeresgeschichtlichen Museum.

## Kritiken
Über die originale Version:

„Solides (Fernseh-)Drama, das sich nicht nur mit dem Liebesleben des Kronprinzen, sondern auch mit dessen politischen Ambitionen befasst. Das opulente Historienepos erzählt die Geschichte der altehrwürdigen Donau-Monarchie mit all ihren politischen Begleitumständen, nimmt sich aber zu wenig Zeit beim Ausmalen zeitgenössischer Hintergründe und Figuren; angesichts seines inhaltlichen und qualitativen Anspruchs, bei dem weder an Starbesetzung noch Statisten, Kostümen und Originalschauplätzen gespart wurde, hätte der Film deutlich mehr Raum für Atmosphäre benötigt. Tatsächlich wurde das detailgetreue Ausstattungsstück ursprünglich als weit ausführlicherer Zweiteiler konzipiert.“

Über die gekürzte Version:

„Das ,Dokudrama‘ über den Doppelselbstmord auf Schloss Mayerling geriet allzu sentimental. – Tragische Historie, schnulzig eingepackt.“

## Weitere Versionen
- DVD-Veröffentlichung: Kronprinz Rudolf – Sissis einziger Sohn / 27. September 2007 / Universal Pictures DVD
- Leibfiaker Bratfisch: Historienfilmdrama aus den Jahren 1919 und 1924/25
- Mayerling (1936): Verfilmung der Geschichte um das Drama von Mayerling durch Anatole Litvak
- Mayerling (1968): Hier spielte Omar Sharif (in der 2006er-Version der Hofmaler Hans Canon) an der Seite von Catherine Deneuve (Mary Vetsera) und James Mason (Franz Joseph) den Kronprinzen Rudolf.
- Kronprinz Rudolfs letzte Liebe (1956): Verfilmung des Themas mit Rudolf Prack und Christiane Hörbiger in den Hauptrollen